# 福田穣
福田 穣（ふくだ じょう、1990年12月31日 - ）は、福岡県出身の陸上競技選手。専門は長距離種目。玉名中、大牟田高校、国士舘大学卒業。ひらまつ病院 所属。

## 来歴・人物
中学から陸上を始め、高校2、3年時に全国高校駅伝に出場。国士舘大学では2年時に全日本大学駅伝、3年時に箱根駅伝に出場。全日本実業団駅伝には計7回出場。八千代工業陸上部に進み、その後西鉄陸上競技部に移籍。
2016年にびわ湖毎日マラソンで初マラソンを経験。2017年北海道マラソンで3位入賞、2018年ゴールドコーストマラソンでは2時間9分52秒を記録し3位(日本人2位)をマーク。2018年福岡国際マラソンで7位に入りMGC出場権を獲得。2019年MGC（マラソングランドチャンピオンシップ）では22位。同年12月の福岡国際マラソンにてMGCファイナルチャレンジに挑戦し、オリンピック出場権は逃したものの2時間10分33秒で3位入賞(後に繰り上げで総合2位)を果たした。
2020年8月、西鉄を退社しプロランナーに転向。世界最強のマラソン軍団 『NN Running Team』 に日本人初の選手として所属。パリ五輪を目指し進化を続ける。
2023年7月16日、ひらまつ病院に加入した。

## 主な戦績
- 2017年 第40回北海道マラソン 3位
- 2018年 第40回ゴールドコーストマラソン（英語版） 3位（日本人 2位）
- 2018年 第72回福岡国際マラソン 7位（日本人5位）
- 2019年 第73回福岡国際マラソン 3位（日本人2位）

## 自己記録
- ハーフマラソン - 1時間02分25秒（2019年2月3日：香川丸亀国際ハーフマラソン）
- マラソン - 2時間09分52秒（2018年12月2日：Gold Coast Marathon）